# Cyclobuteen
Het gas cyclobuteen is een cyclische, onverzadigde koolwaterstof met vier koolstofatomen.

## Synthese
Cyclobuteen wordt bereid door de fotolyse van 1,3-butadieen. Deze pericyclische reactie is een evenwichtsreactie, en om een voldoende omzetting te bekomen moet een oplossing van 1,3-butadieen gedurende lange tijd blootgesteld worden aan ultraviolet licht:
Het wordt bekomen door 1,2-dibroomcyclobutaan met zinkpoeder te behandelen:
Cyclobuteen kan ook bereid worden uitgaande van cyclopropylcarbinol via cyclobutanol en cyclobutyltosylaat.

## Toepassingen
Cyclobuteen wordt gebruikt voor de synthese van andere organische verbindingen. Aan de dubbele binding kunnen additiereacties plaatsvinden, waarmee derivaten van cyclobutaan kunnen bekomen worden.
De ring van cyclobuteen bezit een interne spanning en heeft de neiging om te openen, waardoor 1,3-butadieen ontstaan. De (elektrocyclische) ringopening kan fotochemisch gebeuren (de omgekeerde reactie van de vorming van cyclobuteen uit 1,3-butadieen) of thermisch (verhitting).
Cyclobuteen kan ook gebruikt worden als monomeer in polymerisatiereacties. Nobelprijswinnaar Giulio Natta verkreeg met een gepaste katalysator (een vanadium- of titaniumhalogenide in combinatie met een organometaalverbinding) hoogmoleculair, lineair polycyclobuteen met een hoge graad van sterische regelmaat en kristalliniteit en met een smeltpunt van meer dan 200 °C. De polymeerketens bestaan uit een aaneenschakeling van cyclobutaanringen.